# Motive/Episodenliste

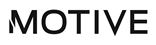
Logo zur Serie

Diese Episodenliste enthält alle Episoden der kanadischen Krimiserie Motive, sortiert nach der kanadischen Erstausstrahlung. Die Fernsehserie umfasst vier Staffeln mit 52 Episoden.

## Übersicht
| Staffel | Episodenanzahl | Erstausstrahlung Kanada | Erstausstrahlung Kanada | Deutschsprachige Erstausstrahlung | Deutschsprachige Erstausstrahlung |
| Staffel | Episodenanzahl | Staffelpremiere         | Staffelfinale           | Staffelpremiere                   | Staffelfinale                     |
| ------- | -------------- | ----------------------- | ----------------------- | --------------------------------- | --------------------------------- |
| 1       | 13             | 3. Februar 2013         | 20. Mai 2013            | 19. August 2013                   | 11. November 2013                 |
| 2       | 13             | 6. März 2014            | 29. Mai 2014            | 30. September 2014                | 23. Dezember 2014                 |
| 3       | 13             | 8. März 2015            | 7. Juni 2015            | 13. November 2015                 | 1. Dezember 2015                  |
| 4       | 13             | 22. März 2016           | 30. August 2016         | 12. November 2016                 | 18. Februar 2017                  |

## Staffel 1
Die Erstausstrahlung der ersten Staffel war vom 3. Februar bis zum 20. Mai 2013 auf dem kanadischen Sender CTV zu sehen. Die deutschsprachige Erstausstrahlung sendete der deutsche Pay-TV-Sender TNT Serie vom 19. August bis zum 11. November 2013.
| Nr. (ges.) | Nr. (St.) | Deutscher Titel               | Originaltitel        | Erstausstrahlung Kanada | Deutschsprachige Erstausstrahlung (D) | Regie                | Drehbuch          |
| ---------- | --------- | ----------------------------- | -------------------- | ----------------------- | ------------------------------------- | -------------------- | ----------------- |
| 1          | 1         | Unsichtbar                    | Creeping Tom         | 3. Feb. 2013            | 19. Aug. 2013                         | Bronwen Hughes       | Daniel Cerone     |
| 2          | 2         | Verbrechen aus Leidenschaft   | Crimes of Passion    | 10. Feb. 2013           | 26. Aug. 2013                         | David Frazee         | Dennis Heaton     |
| 3          | 3         | Mittel zum Zweck              | Pushover             | 17. Feb. 2013           | 2. Sep. 2013                          | Charles Martin Smith | Wil Zmak          |
| 4          | 4         | Gegen jede Wahrscheinlichkeit | Against All Odds     | 3. März 2013            | 9. Sep. 2013                          | Bronwen Hughes       | James Thorpe      |
| 5          | 5         | Befreiungsschlag              | Public Enemy         | 10. März 2013           | 16. Sep. 2013                         | Sturla Gunnarsson    | Katherine Collins |
| 6          | 6         | Auf Abwegen                   | Detour               | 14. März 2013           | 23. Sep. 2013                         | Andy Mikita          | Dennis Heaton     |
| 7          | 7         | Die Geister, die ich rief     | Out of the Past      | 21. März 2013           | 30. Sep. 2013                         | Kelly Makin          | Daegan Fryklind   |
| 8          | 8         | Eine Hand wäscht die andere   | Undertow             | 28. März 2013           | 7. Okt. 2013                          | Sturla Gunnarsson    | Daegan Fryklind   |
| 9          | 9         | Die Kunst des Mordens         | Framed               | 4. Apr. 2013            | 14. Okt. 2013                         | David Frazee         | James Thorpe      |
| 10         | 10        | Der gefallene Engel           | Fallen Angel         | 25. Apr. 2013           | 21. Okt. 2013                         | Andy Mikita          | Wil Zmak          |
| 11         | 11        | Kain und Abel                 | Brute Force          | 2. Mai 2013             | 28. Okt. 2013                         | Charles Martin Smith | Dennis Heaton     |
| 12         | 12        | Für das übergeordnete Wohl    | Ruthless             | 9. Mai 2013             | 4. Nov. 2013                          | Stefan Pleszczynski  | Katherine Collins |
| 13         | 13        | Von einem, der entkommen ist  | The One Who Got Away | 16. Mai 2013            | 11. Nov. 2013                         | David Frazee         | James Thorpe      |

## Staffel 2
Die Erstausstrahlung der zweiten Staffel war vom 6. März bis zum 29. Mai 2014 auf dem kanadischen Sender CTV zu sehen. Die deutschsprachige Ausstrahlung fand erstmals vom 30. September bis zum 23. Dezember 2014 auf dem Pay-TV-Sender TNT Serie statt.
| Nr. (ges.) | Nr. (St.) | Deutscher Titel                 | Originaltitel           | Erstausstrahlung Kanada | Deutschsprachige Erstausstrahlung (D) | Regie               | Drehbuch                     |
| ---------- | --------- | ------------------------------- | ----------------------- | ----------------------- | ------------------------------------- | ------------------- | ---------------------------- |
| 14         | 1         | Tödliche Reue                   | Raw Deal                | 6. März 2014            | 30. Sep. 2014                         | David Frazee        | Dennis Heaton                |
| 15         | 2         | Zum Verbrecher verurteilt       | They Made Me a Criminal | 13. März 2014           | 7. Okt. 2014                          | Sturla Gunnarsson   | Sarah Dodd                   |
| 16         | 3         | Der Tod wäre zu gut             | Overboard               | 20. März 2014           | 14. Okt. 2014                         | Mairzee Almas       | Katherine Collins            |
| 17         | 4         | Auf Kreuzzug                    | Deception               | 27. März 2014           | 21. Okt. 2014                         | David Frazee        | James Thorpe                 |
| 18         | 5         | Richtige Gründe, falsche Tat    | Dead End                | 3. Apr. 2014            | 28. Okt. 2014                         | Andy Mikita         | Derek Schreyer               |
| 19         | 6         | Blondes Gift                    | Bad Blonde              | 10. Apr. 2014           | 4. Nov. 2014                          | Sturla Gunnarsson   | Dennis Heaton                |
| 20         | 7         | Mitfühlender Mörder             | Pitfall                 | 17. Apr. 2014           | 11. Nov. 2014                         | Fred Gerber         | Katherine Collins            |
| 21         | 8         | Mörderischer Lebensretter       | Angels with Dirty Faces | 24. Apr. 2014           | 18. Nov. 2014                         | Andy Mikita         | Daegan Frykland              |
| 22         | 9         | Mutterliebe                     | Abandoned               | 1. Mai 2014             | 25. Nov. 2014                         | TJ Scott            | Wil Zmak                     |
| 23         | 10        | Der Mann, der zweimal starb     | Nobody Lives Forever    | 8. Mai 2014             | 2. Dez. 2014                          | Jeremiah Chechik    | James Thorpe                 |
| 24         | 11        | Im Namen der Familie            | A Bullet for Joey       | 15. Mai 2014            | 9. Dez. 2014                          | Andy Mikita         | Paul Redford                 |
| 25         | 12        | Ein Mord, wie er im Buche steht | Kiss of Death           | 22. Mai 2014            | 16. Dez. 2014                         | Sturla Gunnarsson   | Dennis Heaton & Thomas Pound |
| 26         | 13        | Auf den Fersen des Verräters    | For You I Die           | 29. Mai 2014            | 23. Dez. 2014                         | Stefan Pleszczynski | James Thorpe                 |

## Staffel 3
Die Erstausstrahlung der dritten Staffel war vom 8. März bis zum 7. Juni 2015 auf dem kanadischen Sender CTV zu sehen. Die deutschsprachige Ausstrahlung fand erstmals vom 13. November bis zum 1. Dezember 2015 auf dem Pay-TV-Sender TNT Serie statt.
| Nr. (ges.) | Nr. (St.) | Deutscher Titel       | Originaltitel        | Erstausstrahlung Kanada | Deutschsprachige Erstausstrahlung (D) | Regie               | Drehbuch                   |
| ---------- | --------- | --------------------- | -------------------- | ----------------------- | ------------------------------------- | ------------------- | -------------------------- |
| 27         | 1         | Sechs Monate später   | 6 Months Later       | 8. März 2015            | 13. Nov. 2015                         | David Frazee        | Dennis Heaton              |
| 28         | 2         | Doppelleben           | Calling the Shots    | 15. März 2015           | 16. Nov. 2015                         | Sturla Gunnarsson   | Sarah Dodd                 |
| 29         | 3         | Untergetaucht         | Oblivion             | 22. März 2015           | 17. Nov. 2015                         | Jeremiah S. Chechik | Karen Hill                 |
| 30         | 4         | Fatale Konstellation  | The Glass House      | 29. März 2015           | 18. Nov. 2015                         | David Frazee        | Thomas Pound               |
| 31         | 5         | Durch die Blume       | The Suicide Tree     | 5. Apr. 2015            | 19. Nov. 2015                         | Sturla Gunnarsson   | Matt MacLennan             |
| 32         | 6         | Absturz               | Fallen               | 12. Apr. 2015           | 20. Nov. 2015                         | Bronwen Hughes      | Julie Puckrin              |
| 33         | 7         | Harte Landung         | Pilot Error          | 19. Apr. 2015           | 23. Nov. 2015                         | Stefan Pleszczynski | Sarah Dodd                 |
| 34         | 8         | Im Ungleichgewicht    | Reversal of Fortune  | 26. Apr. 2015           | 24. Nov. 2015                         | Sturla Gunnarsson   | Damon Vignale              |
| 35         | 9         | Beste Freundinnen     | Best Enemies         | 3. Mai 2015             | 25. Nov. 2015                         | Andy Mikita         | Karen Hill                 |
| 36         | 10        | Du sollst nicht lügen | Purgatory            | 10. Mai 2015            | 26. Nov. 2015                         | Allan Kroeker       | Matt MacLennan             |
| 37         | 11        | Glücksspiel           | The Amateurs         | 24. Mai 2015            | 27. Nov. 2015                         | Stefan Pleszczynski | Dennis Heaton              |
| 38         | 12        | Ein guter Mann        | Frampton Comes Alive | 31. Mai 2015            | 30. Nov. 2015                         | Mathias Herndl      | Damon Vignale              |
| 39         | 13        | Schuld und Sühne      | A Problem Like Maria | 7. Juni 2015            | 1. Dez. 2015                          | Andy Mikita         | Sarah Dodd & Dennis Heaton |

## Staffel 4
Die Erstausstrahlung der vierten Staffel war vom 22. März bis zum 30. August 2016 auf dem kanadischen Sender CTV zu sehen. Die deutschsprachige Ausstrahlung fand erstmals vom 12. November 2016 bis zum 18. Februar 2017 auf dem Pay-TV-Sender TNT Serie statt.
| Nr. (ges.) | Nr. (St.) | Deutscher Titel             | Originaltitel              | Erstausstrahlung Kanada | Deutschsprachige Erstausstrahlung (D) | Regie                | Drehbuch                   |
| ---------- | --------- | --------------------------- | -------------------------- | ----------------------- | ------------------------------------- | -------------------- | -------------------------- |
| 40         | 1         | The Vanishing Policeman     | The Vanishing Policeman    | 22. März 2016           | 12. Nov. 2016                         | Andy Mikita          | Sarah Dodd & Dennis Heaton |
| 41         | 2         | Der tote Name               | The Dead Name              | 29. März 2016           | 19. Nov. 2016                         | Kristin Lehman       | Sarah Dodd & Dennis Heaton |
| 42         | 3         | Indexfall                   | Index Case                 | 5. Apr. 2016            | 26. Nov. 2016                         | Charles Martin Smith | Matt MacLennan             |
| 43         | 4         | Heiße Ware                  | The Score                  | 12. Apr. 2016           | 3. Dez. 2016                          | Mathias Herndl       | Damon Vignale              |
| 44         | 5         | Der Skorpion und die Perlen | The Scorpion and the Frog  | 19. Apr. 2016           | 10. Dez. 2016                         | Andy Mikita          | Jennica Harper             |
| 45         | 6         | Interferenz                 | Interference               | 26. Apr. 2016           | 17. Dez. 2016                         | Sturla Gunnarsson    | Julie Puckrin              |
| 46         | 7         | Urlaub als Geisel           | The Dead Hand              | 5. Juli 2016            | 7. Jan. 2017                          | David Frazee         | Dennis Heaton              |
| 47         | 8         | Die süße Falle              | Foreign Relations          | 12. Juli 2016           | 14. Jan. 2017                         | Andy Mikita          | Sarah Dodd                 |
| 48         | 9         | Ein zweischneidiges Schwert | Remains to Be Seen         | 19. Juli 2016           | 21. Jan. 2017                         | Sturla Gunnarsson    | Matt MacLennan             |
| 49         | 10        | Vor aller Augen             | In Plain Sight             | 26. Juli 2016           | 28. Jan. 2017                         | Andy Mikita          | Damon Vignale              |
| 50         | 11        | Natürliche Auslese          | Natural Selection          | 2. Aug. 2016            | 4. Feb. 2017                          | Mathias Herndl       | Jennica Harper             |
| 51         | 12        | Chronology of Pain          | Chronology of Pain         | 23. Aug. 2016           | 11. Feb. 2017                         | Rachel Leiterman     | Julie Puckrin              |
| 52         | 13        | We’ll Always Have Homicide  | We’ll Always Have Homicide | 30. Aug. 2016           | 18. Feb. 2017                         | Andy Mikita          | Sarah Dodd & Dennis Heaton |